# Rio Reis Magos
O rio Reis Magos (originalmente, em tupi, Apiaputang ou Apiatitanga) é um rio do estado brasileiro do Espírito Santo. Sua bacia, de 700 km², compõe a região hidrográfica do Atlântico Sudeste, abrangindo os municípios de Fundão, Ibiraçu, Santa Leopoldina, Santa Teresa e Serra. Limita-se ao norte com a bacia do rio Riacho, ao sul com a bacia do rio Santa Maria da Vitória, a oeste com a bacia do rio Doce e a leste com o Oceano Atlântico.
O rio Reis Magos nasce em Santa Teresa, cruza a sede de Fundão como rio Fundão e deságua entre Praia Grande e Nova Almeida, num percurso de oeste a leste. Os seus principais afluentes do Fundão são os rios Carneiro, Timbuí e Piabas. Nas terras mais baixas da bacia do rio Reis Magos é exercido o cultivo de arroz e feijão, além do café nas outras áreas. O transporte hidroviário só é possível para pequenos barcos, por causa do processo de assoreamento.
A bacia do Reis Magos tem o maior índice pluviométrico do Espírito Santo, com média anual de precipitação de 1.700 mm e máximo de 2.500 mm.